# Synopeas compressiventris
Synopeas compressiventris är en stekelart som först beskrevs av Szabó 1981.  Synopeas compressiventris ingår i släktet Synopeas och familjen gallmyggesteklar. Inga underarter finns listade i Catalogue of Life.